# Suharu, Mehedinți
Suharu este un sat în comuna Căzănești din județul Mehedinți, Oltenia, România.